# Illa de Hall (Rússia)
L'illa de Hall o Illa Gallya (en rus: Остров Галля; Ostrov Gallya) és una illa a la Terra de Francesc Josep, Óblast d'Arkhànguelsk, Rússia.
L'illa està gairebé tota coberta per glaceres. Les úniques zones relativament grans lliures de gel permanent es troben en el seu extrem meridional i occidental. La superfície és 1.049 km² i és una de les illes més grans del grup. El seu punt més elevat es troba a 502 msnm. Hi ha una àmplia badia al costat sud-est de l'illa de Hall, coneguda com la badia de l'Hidrògraf, i una de més petita a l'oest de la península Littrov.
L'estret canal Negri la separa de l'illa Mc Clintock. De l'illa Salm es troba separada pel canal Lavrov i de la Terra de Wilczek per l'estret d'Àustria.
L'illa de Hall va rebre el seu nom de l'explorador àrtic nord-americà Charles Francis Hall.

## Història
Aquesta illa va ser descoberta el 30 d'agost de 1873, per l'expedició austrohongaresa al Pol Nord. Va ser la primera gran illa del terra de Francesc Josep en la qual van posar peu els membres de l'expedició.
En 1898-99 es va construir un petit campament al cap Tegetkhof per l'expedició de Walter Wellman. Conté un marcador commemorant el descobriment de l'arxipèlag. El cap Tegethoff va rebre el seu nom del principal vaixell dels exploradors austro-hongaresos, que havien estat nomenats en honor de l'almirall austríac Wilhelm von Tegetthoff.

## Petites illes adjacents
- A la riba septentrional de l'illa Hall hi ha tres illots petits anomenats illes Brown (Ostrova Brounova). Van rebre aquest nom en honor de George Brown, de la Royal Navy, que va estar en l'expedició 1850-1854 a la recerca de Sir John Franklin, sota el comandament del capità R. M'Clure, al Investigator.
- 6 km a l'oest de el cap nord-oest de l'illa d'Hall queda una illa de forma oval i 5 km de llarg, l'illa Newcomb (Остров Нюкомба, Ostrov N'yukomba). Sense glaceres. El seu punt més alt 67 m. Aquesta illa va ser nomenada així per Raymond Lee Newcomb, l'oficial naval a carbo de la partida de 1882-1884 que buscava a la infortunada expedició DeLong al vaixell USS Jeannette.
- A 1,5 km de la banda nord-est de la badia oriental de l'illa d'Hall queda la petita però molt inclinada illa Berghaus (Остров Бергхауз, Ostrov Bergjauz), que arriba a una alçada de 372 m. Sense glacera. Aquesta illa rep el seu nom del cartògraf Heinrich Berghaus (1797-1884).